# کلی (تگزاس)
کلی (به انگلیسی: Kelly) یک منطقهٔ مسکونی در ایالات متحده آمریکا است که در شهرستان کالین، تگزاس واقع شده‌است. کلی ۲۱۰٫۰۱ متر بالاتر از سطح دریا واقع شده‌است.